# Dalton Piercy
Dalton Piercy – wieś i civil parish w Anglii, w hrabstwie Durham, w dystrykcie (unitary authority) Hartlepool. Leży 23 km na południowy wschód od miasta Durham i 361 km na północ od Londynu. W 2011 roku civil parish liczyła 289 mieszkańców.